# باولو فلوريس
باولو فلوريس (بالبرتغالية: Paulo Flores‏) هو مغني وموسيقي أنغولي، ولد في 1972 في لواندا في أنغولا.

## وصلات خارجية
- باولو فلوريس على موقع ميوزك برينز (الإنجليزية)
- باولو فلوريس على موقع ديسكوغز (الإنجليزية)